# Elisa Masson
Elisa Masson, o Elizabeth Masson (1806 - Londres, 9 de gener de 1865) fou una mezzosoprano i compositora escocesa.
Va néixer a Escòcia i va estudiar cant amb Henry Smart i Giuditta Pasta a Itàlia. Va cantar regularment a la Philharmonic Society Concerts. Més tard va treballar com a professora de cant i va compondre cançons que publicà en una col·lecció. Va fundar la Royal Society of Female Musicians el 1839.